# Slapovi Ruacana
Slapovi Ruacana so na meji med Namibijo in Angolo na mejni reki Kunene, ki v deževnem obdobju tukaj naredi več kot 120 metrov visoko slapišče in teče v 700 metrov široko sotesko.
Dostop do slapa je iz mesta Ruacana. Neposredno ob slapu je podzemna hidroelektrarna Ruacana. Zgrajena je bila leta 1970 kot del projekta Kunene in je največja elektrarna v Namibiji. Njeni generatorji zagotavljajo velik del namibijske električne energije.
Uporabo rečne vode za pridobivanje električne energije zagotavlja slap. Čeprav je Kunene vse leto vodnata, voda ponuja enkraten spektakel, ki je dobro znana turistična zanimivost, samo kadar so poplave. Po višini vodne gladine so slapovi celo večji od znanih Viktorijinih slapov.
Do dna slapov vodijo stare betonske stopnice. Ob visokih vodah je spust zaradi velike sile slapov (pršenja in toka) ter slabega stanja stopnic zelo nevaren.